# Khejenim
Khejenim (en népalais : खेजेनिम) est un comité de développement villageois du Népal situé dans le district de Taplejung. Au recensement de 2011, il comptait 2 406 habitants.